# Nordlandsbanan

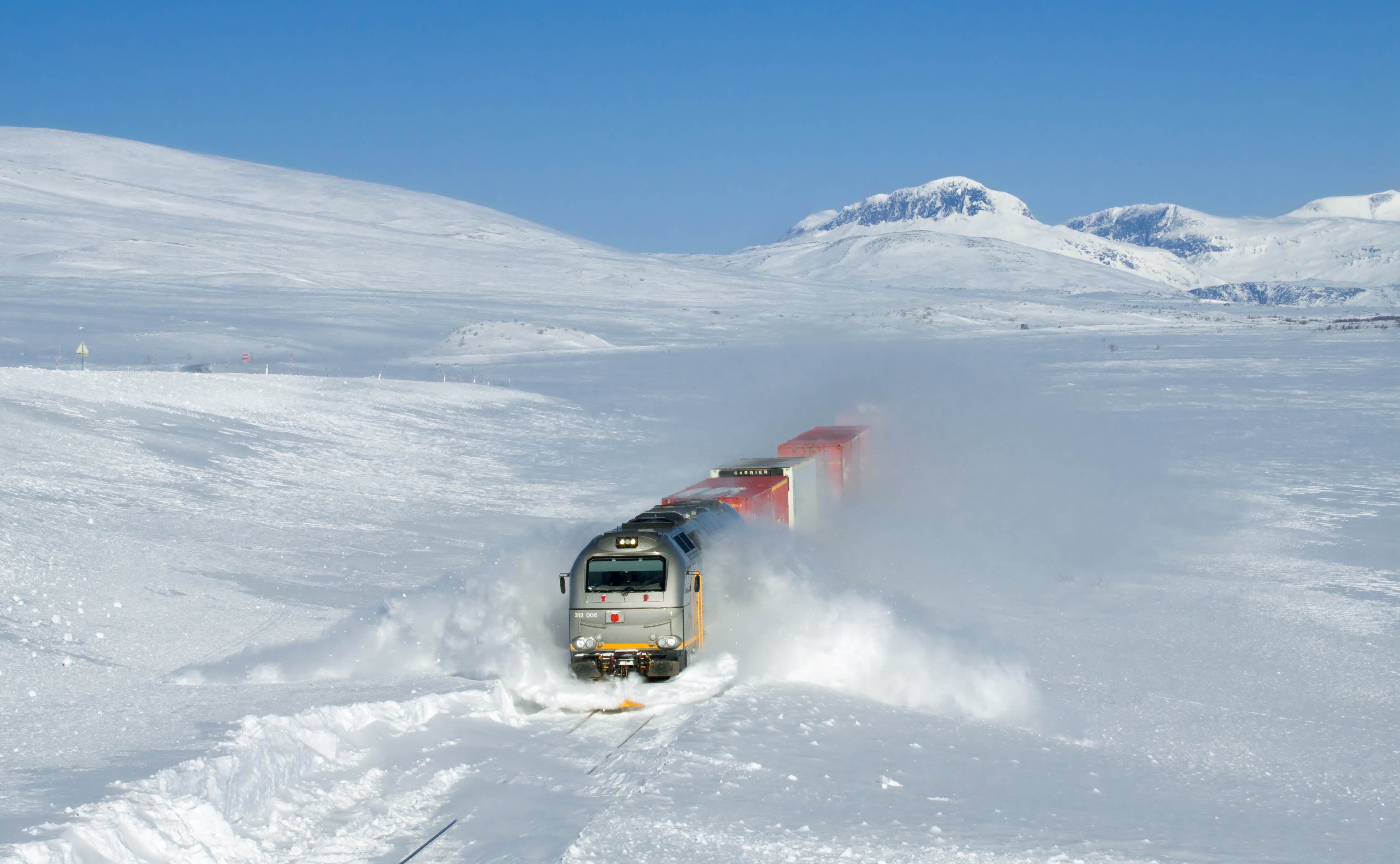
På Saltfjellet mellan Lønsdal och Bolna.

Nordlandsbanan (norska: Nordlandsbanen) är en järnväg i Norge. Den binder samman Trondheim med Bodø och är 729 kilometer lång. Formellt (och historiskt) börjar banan i Hell, öster om Trondheim, där den anknyter till den äldre järnvägen Meråkerbanan som går mellan Trondheim och Storlien. Nordlandsbanan är inte elektrifierad. 

## Trafik
Det går två persontåg per dygn hela sträckan, ett dagtåg och ett nattåg, i varje riktning. Resan tar cirka 10 timmar. 
Sträckan mellan Trondheim och Steinkjer är en del av Trønderbanan, och ganska starkt trafikerad, med 19 lokala tåg per vardag och riktning, en per timme fast två per timme i rusningstrafiken. Sträckningen mellan Bodø och Rognan har en del lokaltågtrafik, 6 st per vardag och riktning.
Persontrafiken körs sedan juni 2020 av SJ Norge.

## Historia och framtidsplaner
Banan har byggts i etapper, den första delen 1905 (dock Meråkerbanan 1881) och sista delen 1962. Sträckan Grong–Mo i Rana byggdes av NSB under andra världskriget, och de påbörjade en bana norr om Fauske mot Narvik. Arbetet utfördes av omkring 5 000 sovjetiska krigsfångar för den tyska nazistiska ockupationsmakten. Detta arbete avbröts efter krigsslutet. År 2003 uppsattes en minnestavla vid Rana museum för att hedra krigsfångarna.
Norges regering har 2013 beslutat att sträckan mellan Trondheim och Steinkjer ska elektrifieras och förbättras med fler mötesplatser. Elektrifieringen beräknas bli klar i slutet av 2024.
En förlängning av Nordlandsbanan norrut har diskuterats vid olika tillfällen, men planerna för Nord-Norgebanan lades på is av Stortinget i början av 1990-talet. Det är mycket svåra terrängförhållanden norr om Fauske med höga fjäll och djupa fjordar.

## Stationer på Nordlandsbanen
(Öppningsår inom parentes)

- Bodø (1961)
- Mørkved (1987)
- Tverlandet (2015)
- Oteråga (2018)
- Valnesfjord (2001)
- Fauske (1958)
- Rognan (1958)
- Røkland (1955)
- Lønsdal (1947)
- Bolna (1947)
- Dunderland (1945)
- Skonseng (1942)
- Mo i Rana (1942)
- Bjerka (1942)
- Drevvatn (1941)
- Mosjøen (1940)
- Trofors (1940)
- Svenningdal (1940)
- Majavatn (1940)
- Namsskogan (1940)
- Lassemoen (1940)
- Harran (1940)
- Grong (1929)
- Snåsa (1926)
- Jørstad (1926)
- Steinkjer (1905)
- Verdal (1904)
- Levanger (1902)
- Stjørdal (1902)
- Værnes (1994)
- Hell (1881)
- Trondheim sentralstasjon (1881)